# Puchar Świata w skeletonie 2005/2006
Sezon 2005/2006 rozpoczął się 10 listopada 2005 w Calgary a zakończył 27 stycznia 2006 w Altenbergu. W klasyfikacjach generalnych zwyciężyli Kanadyjczycy - Jeff Pain wśród mężczyzn i Mellisa Hollingsworth-Richards wśród kobiet.

## Wyniki
| Lp.                                      | Data                  | Miejscowość  | Konkurencja | 1 miejsce                      | 2 miejsce                      | 3 miejsce                      |
| ---------------------------------------- | --------------------- | ------------ | ----------- | ------------------------------ | ------------------------------ | ------------------------------ |
| 1. PŚ                                    | 9 - 10 listopada 2005 | Calgary      | Mężczyźni   | Gregor Stähli                  | Jeff Pain                      | Duff Gibson                    |
| 1. PŚ                                    | 9 - 10 listopada 2005 | Calgary      | Kobiety     | Mellisa Hollingsworth-Richards | Maya Pedersen                  | Katie Uhlaender                |
| 2. PŚ                                    | 18 listopada 2005     | Lake Placid  | Mężczyźni   | Eric Bernotas                  | Paul Boehm                     | Zach Lund                      |
| 2. PŚ                                    | 18 listopada 2005     | Lake Placid  | Kobiety     | Maya Pedersen                  | Mellisa Hollingsworth-Richards | Katie Uhlaender                |
| 3. PŚ                                    | 9 - 11 grudnia 2005   | Igls         | Mężczyźni   | Gregor Stähli                  | Kevin Ellis                    | Zach Lund                      |
| 3. PŚ                                    | 9 - 11 grudnia 2005   | Igls         | Kobiety     | Carla Pavan                    | Mellisa Hollingsworth-Richards | Maya Pedersen                  |
| 4. PŚ                                    | 14 - 15 grudnia 2005  | Sigulda      | Mężczyźni   | Jeff Pain                      | Zach Lund                      | Paul Boehm                     |
| 4. PŚ                                    | 14 - 15 grudnia 2005  | Sigulda      | Kobiety     | Maya Pedersen                  | Kerstin Jürgens                | Mellisa Hollingsworth-Richards |
| 5. PŚ                                    | 12 - 13 stycznia 2006 | Königssee    | Mężczyźni   | Sebastian Haupt                | Kristan Bromley                | Philippe Cavoret               |
| 5. PŚ                                    | 12 - 13 stycznia 2006 | Königssee    | Kobiety     | Mellisa Hollingsworth-Richards | Anja Huber                     | Diana Sartor                   |
| Mistrzostwa Europy 2006 – Sankt Moritz   |                       |              |             |                                |                                |                                |
| 6. PŚ                                    | 20 stycznia 2006      | Sankt Moritz | Mężczyźni   | Jeff Pain                      | Gregor Stähli                  | Frank Rommel                   |
| 6. PŚ                                    | 20 stycznia 2006      | Sankt Moritz | Kobiety     | Maya Pedersen                  | Mellisa Hollingsworth-Richards | Lindsay Alcock                 |
| 7. PŚ                                    | 26 - 27 stycznia 2006 | Altenberg    | Mężczyźni   | Jeff Pain                      | Sebastian Haupt                | Markus Penz                    |
| 7. PŚ                                    | 26 - 27 stycznia 2006 | Altenberg    | Kobiety     | Maya Pedersen                  | Diana Sartor                   | Mellisa Hollingsworth-Richards |
| Zimowe Igrzyska Olimpijskie 2006 – Turyn |                       |              |             |                                |                                |                                |

## Klasyfikacja generalna mężczyzn
| Pozycja | Skeletonista     | Pkt |
| ------- | ---------------- | --- |
| 1       | Jeff Pain        | 580 |
| 2       | Gregor Stähli    | 425 |
| 3       | Eric Bernotas    | 390 |
| 4       | Kevin Ellis      | 365 |
| 5       | Kristan Bromley  | 354 |
| 6       | Paul Boehm       | 344 |
| 7       | Markus Penz      | 343 |
| 8       | Philippe Cavoret | 277 |
| 9       | Adam Pengilly    | 277 |
| 10      | Zach Lund        | 250 |
| 11      | Martin Rettl     | 247 |
| 12      | Ben Sandford     | 234 |
| 13      | Sebastian Haupt  | 223 |
| 14      | Duff Gibson      | 223 |
| 15      | Chris Soule      | 211 |
| 16      | Frank Kleber     | 210 |
| 17      | Masaru Inada     | 192 |

| Pozycja | Skeletonista         | Pkt |
| ------- | -------------------- | --- |
| 18      | Kazuhiro Koshi       | 191 |
| 19      | Frank Rommel         | 187 |
| 20      | Martins Dukurs       | 151 |
| 21      | Dirk Matschenz       | 143 |
| 22      | Peter van Wees       | 101 |
| 23      | Tomass Dukurs        | 100 |
| 24      | Aleksandr Trietjakow | 92  |
| 25      | Mirsad Halilovic     | 92  |
| 26      | Matthias Biedermann  | 89  |
| 27      | Caleb Smith          | 85  |
| 28      | Kōshun Tōjō          | 80  |
| 29      | Kelly Forbes         | 76  |
| 30      | Daniel Mächler       | 66  |
| 31      | Martin Brugger       | 55  |
| 32      | Grégory Saint-Géniès | 55  |
| 33      | Yuzuru Hanyūda       | 33  |
| 34      | Christopher Hedquist | 27  |

| Pozycja | Skeletonista           | Pkt |
| ------- | ---------------------- | --- |
| 35      | Konstantin Aładaszwili | 24  |
| 36      | Walter Stern           | 22  |
| 37      | Ivo Pakalns            | 20  |
| 38      | Urs Vescoli            | 20  |
| 39      | Florian Grassl         | 18  |
| 40      | Siergiej Czudinow      | 18  |
| 41      | Mārtiņš Bite           | 8   |
| 42      | Cédric Tamani          | 7   |
| 43      | Pascal Oswald          | 6   |
| 44      | Helge Grande Stærk     | 5   |
| 45      | Eric Gaulin            | 5   |
| 46      | Knut Moe               | 4   |
| 47      | Mareks Mezencevs       | 3   |
| 48      | Shaun Boyle            | 2   |
| 49      | Alberto Polacchi       | 2   |
| 50      | Iain Roberts           | 1   |

### Klasyfikacja końcowa Pucharu Narodów mężczyzn
| Poz. | Państwo           | Pkt |
| ---- | ----------------- | --- |
| 1    | Kanada            | 503 |
| 2    | Stany Zjednoczone | 488 |
| 3    | Austria           | 438 |
| 4    | Niemcy            | 418 |
| 5    | Wielka Brytania   | 412 |
| 6    | Japonia           | 366 |
| 7    | Szwajcaria        | 321 |
| 8    | Francja           | 308 |
| 9    | Łotwa             | 296 |
| 10   | Holandia          | 283 |

## Klasyfikacja generalna kobiet
| Poz. | Skeletonistka                  | Pkt |
| ---- | ------------------------------ | --- |
| 1    | Mellisa Hollingsworth-Richards | 630 |
| 2    | Maya Pedersen-Bieri            | 620 |
| 3    | Diana Sartor                   | 418 |
| 4    | Katie Uhlaender                | 377 |
| 5    | Shelley Rudman                 | 367 |
| 6    | Kerstin Jürgens                | 357 |
| 7    | Lindsay Alcock                 | 350 |
| 8    | Tanja Morel                    | 318 |
| 9    | Michelle Kelly                 | 270 |
| 10   | Julia Eichhorn                 | 259 |
| 11   | Carla Pavan                    | 257 |
| 12   | Anja Huber                     | 243 |
| 13   | Michelle Steele                | 232 |
| 14   | Amy Williams                   | 206 |

| Pozycja | Skeletonistka      | Pkt |
| ------- | ------------------ | --- |
| 15      | Courtney Yamada    | 195 |
| 16      | Desirée Bjerke     | 173 |
| 17      | Noelle Pikus-Pace  | 170 |
| 18      | Eiko Nakayama      | 162 |
| 19      | Tristan Gale       | 134 |
| 20      | Melissa Hoar       | 109 |
| 21      | Katie Koczynski    | 100 |
| 22      | Natsuko Naka       | 97  |
| 23      | Louise Corcoran    | 88  |
| 24      | Costanza Zanoletti | 76  |
| 25      | Emma Lincoln-Smith | 72  |
| 26      | Tionette Stoddard  | 65  |
| 27      | Deanna Panting     | 45  |

| Pozycja | Skeletonistka     | Pkt |
| ------- | ----------------- | --- |
| 28      | Monique Riekewald | 42  |
| 29      | Lyndsie Peterson  | 41  |
| 30      | Bella Stierlikowa | 35  |
| 31      | Swietłana Trunowa | 29  |
| 32      | Dany Locati       | 26  |
| 33      | Kelly Moffat      | 25  |
| 34      | Misuzu Yoshimura  | 25  |
| 35      | Anna Szewcowa     | 20  |
| 36      | Lea Ann Parsley   | 20  |
| 37      | Bindee Goon Chew  | 18  |
| 38      | Kati Klinzing     | 16  |
| 39      | Jessica Kilian    | 16  |
| 40      | Judith Huber      | 14  |

### Klasyfikacja Pucharu Narodów kobiet
| Poz. | Państwo           | Pkt |
| ---- | ----------------- | --- |
| 1    | Kanada            | 386 |
| 2    | Szwajcaria        | 349 |
| 3    | Niemcy            | 341 |
| 4    | Stany Zjednoczone | 316 |
| 5    | Wielka Brytania   | 275 |
| 6    | Australia         | 209 |
| 7    | Japonia           | 168 |
| 8    | Nowa Zelandia     | 111 |
| 9    | Norwegia          | 91  |
| 10   | Włochy            | 78  |